# Peacock Heights
Die Peacock Heights sind eine wuchtige, 18 km lange und 8 km breite Gruppe von Berggipfeln und Gebirgskämmen in der antarktischen Ross Dependency. In den Churchill Mountains erstrecken sie sich ostsüdöstlich des Mount Nares. Die Höhen reichen von rund 600 m am Starshot-Gletscher bis 2600 m nahe dem Mount Nares. Die Gruppe bildet die Wasserscheide zwischen dem Flynn- und dem Donnally-Gletscher.
Das Advisory Committee on Antarctic Names benannte sie 2003 nach dem US-amerikanischen Ionosphärenphysiker Dennis S. Peacock, der von 1975 bis 1987 für die National Science Foundation und von 1991 bis 2002 als leitender Wissenschaftler im United States Antarctic Program tätig war. 